# 디즈니 캠프
《디즈니 캠프》(영어: Heavyweights)는 미국에서 제작된 스티븐 브릴 감독의 1994년 가족 코미디 영화이다. 벤 스틸러, 톰 맥가윈 등이 출연하였고, 로저 번바움 등이 제작에 참여하였다. 이 영화는 어린이 비만 탈출 캠프를 새로 장악한 피트니스 구루 토니 퍼키스(벤 스틸러 분)와 그를 타도하려는 캠프 참가자들을 중심으로 전개된다.
개봉 당시에는 엇갈린 반응을 얻었으나 후에 홈 비디오와 케이블 텔레비전 방송을 통해 컬트 영화화되었다.

## 줄거리
여름 방학이 시작되자 제리 가너는 부모로부터 체중 감량을 위한 소년 전용 캠프 “캠프 호프”에 보내질 거라는 사실을 통보받는다. 처음에는 내켜하지 않던 제리는 곧 열정적인 지도자 팻과 다른 참가자들과 친해지게 된다. 아이들은 여름 내내 먹을 군것질거리를 몰래 들여오며 나름대로 캠프를 즐긴다. 하지만 캠프 첫날 밤 캠프의 소유주였던 부슈킨 부부가 파산했고 그 결과 캠프가 피트니스 사업가 토니 퍼키스 주니어에게 넘어갔다는 사실이 밝혀진다.
토니는 캠프를 체중 감량 정보 광고 성공 사례로 만들기 위해 고카트, 점프 매트 “더 블롭” 등 기존의 놀이 활동을 모두 폐지하고 혹독한 운동과 식이 요법 프로그램을 도입한다. 팻은 엄격한 새 지도자 라스로 대체되고, 캠프 참가자들은 경쟁 캠프인 “캠프 MVP”와의 소프트볼 경기에서 굴욕을 당한다. 토니가 아이들이 숨겨둔 간식을 압수하자 조시는 친구 제리를 대신해 맞섰다가 환불 조치 없이 쫓겨난다. 이어 토니는 인근 여자 캠프 “캠프 매그놀리아”와의 댄스파티를 열어 아이들에게 창피를 주고 체중 감량 동기를 부여하려고 하지만 팻과 캠프 간호사 줄리, 그리고 또 다른 캠프 지도자 팀의 격려로 모두 함께 즐거운 시간을 보낸다. 이후 조시는 변호사 아버지가 캠프에 법적 조치를 하겠다고 협박한 덕분에 캠프에 복귀한다.
아이들은 몰래 토니의 사무실에서 강탈당한 간식을 찾다가 가족 앞으로 썼던 편지들이 보내지지 않은 채 보관돼 있는 것을 발견하고 토니가 이를 가로챘음을 알게 된다. 이어 아이들은 다른 캠프 참가자를 통해 음식이 숨겨져 있는 비밀 장소를 발견해 이를 섭취하며 오히려 체중이 늘고나고 만다. 이에 토니는 아이들의 안전까지 위협하면서 극단적인 20마일 하이킹을 계획한다. 그러나 아이들은 그를 함정에 빠뜨린 뒤 전기 포충기가 부착돼 있어 전기가 통하는 즉석 감옥에 가두고 캠프의 주도권을 되찾는다. 이 과정에서 외국에서 온 캠프 지도자 라스가 일자리를 잃고 강제 추방될까 봐 걱정하며 아이들 편으로 돌아선다.
다음 날 아침 팻은 아이들에게 스스로를 돌보도록 책임감을 심어주고, 모두가 건강식과 즐거운 활동을 통해 체중을 감량하기 시작한다. 부모 방문일에 학부모들 대상으로 토니의 횡포를 보여주는 영상이 상영되는 와중에 탈출한 토니가 등장해 소동을 벌이다가 기절한다. 곧 토니의 아버지가 나타나 환불을 약속하고 캠프 폐쇄를 발표하지만, 팻과 아이들의 요청으로 캠프는 계속 운영된다. 팻은 캠프 운영을 맡아 다시 즐거운 활동들을 복원하고, 아이들은 캠프 MVP와의 연례 대결을 준비한다.
첫 경기에서는 캠프 MVP가 앞서가지만, 두 번째 퀴즈 대결에서 캠프 호프가 따라잡고, 마지막 고카트 경주에서 제리가 우승하며 캠프 호프가 승리를 거둔다. 그러나 팻은 즐거움이야말로 진정한 승리라며 우승 트로피를 호수에 던지고, 줄리와 키스를 나누며 연인 관계를 공인한다. 캠프는 축제 분위기에 휩싸이고, 제리는 인생 최고의 여름이었다며 팻에게 감사 인사를 전한다.
엔딩 크레디트는 팻과 아이들, 라스가 함께 캠프 호프 노래를 부르며 마무리된다. 쿠키 영상에서는 방문 판매원으로 전락한 토니가 치유 크리스털을 파는 모습이 등장한다.

## 출연진
- 벤 스틸러 - 토니 퍼키스 주니어 / 토니 퍼키스 시니어 역
- 톰 맥가윈 - 패트릭 “팻” 핀리 역
- 에런 슈워츠 - 제럴드 “제리” 가너 역
- 숀 와이스 - 조시 번바움 역
- 톰 호지스 - 라스 역
- 리아 레일 - 줄리 벨처 역
- 폴 피그 - 팀 오퍼드 역
- 키넌 톰프슨 - 로이 머피 역
- 데이비드 보 - 크리스 도널리 역
- 맥스 골드블랫 - 필립 그루버노프 역
- 로버트 잴카인드 - 마이클 심스 역
- 패트릭 러브레크 - 도슨 역
- 제프리 탬버 - 모리 가너 역
- 제리 스틸러 - 하비 부슈킨 역
- 앤 미라 - 앨리스 부슈킨 역
- 앨런 코버트 - 케니 패리 역
- 팀 블레이크 넬슨 - 로저 존슨 역
- 저드 애퍼타우 - 호머 슐츠 역
- 피터 버그 - 셰프 역 (크레디트 미기재)

## 기타 제작진
- 공동 제작: 찰스 J.D. 슐리슬
- 협력 제작: 잭 지어러퓨토
- 배역: 주디 테일러, 린다 고든
- 미술: 스티븐 스토러
- 의상: 킴벌리 A. 틸먼